# Bahar Dehkordi
Bahar Dehkordi, connue sous le nom de scène Bahar Atish, née le 19 novembre 1990 en Iran, est une rappeuse iranienne, actrice de théâtre et militante pour les droits des femmes,,.Bahar a été l'une des femmes actives et détenues dans le domaine du rap persan.

## Biographie
Bahar est née le 19 novembre 1990 à Téhéran. Elle est l'une des deux filles de Parviz Dehkordi et l'aînée de la famille. Bahar a intégré la scène du rap persan dès son plus jeune âge, pendant son adolescence. À travers sa musique, elle a exprimé son opposition à la situation politique et sociale engendrée par le régime de la République islamique, ce qui a conduit à son arrestation à l'âge de quinze ans. Elle est une fervente défenseure de l'égalité des sexes et des droits des femmes, ce qui se reflète également dans ses chansons,. 
Le père de Bahar a également été une victime des politiques de la République islamique, et Bahar parle de l'influence de son père sur son activisme, : « J'ai appris la liberté et la protestation contre l'injustice aux côtés de mon père. J'ai choisi le nom de scène Atish parce que j'étais déterminée à brûler les dirigeants avec ma musique, qui avaient détruit la jeunesse et la vie de mon père. »
Ses activités musicales ont conduit à deux arrestations. Chanter des chansons illégales en Iran a conduit Bahar à être arrêtée à l'âge de 15 ans en 2005 par les forces de la République islamique d'Iran. À l'époque, Bahar était la première femme à être arrêtée pour avoir fait du rap. Sa première chanson officielle a été publiée en 2007, ce qui a encore une fois conduit à son arrestation. En raison d'une sentence avec sursis et de sa libération sous caution, ses activités musicales ont été temporairement interrompues. Cependant, après avoir été détenue, elle a poursuivi ses activités artistiques dans d'autres domaines et a étudié le théâtre à l'Université des arts de Téhéran. 
Malgré les pressions, Bahar a continué son activisme et à chanter des chansons de protestation en Iran et finalement, en 2022, après avoir réenregistré la chanson Az Jens-e Paeez (De l'automne), qui a été chantée en soutien au Mouvement Femme, Vie, Liberté, elle a été forcée de quitter l'Iran. Après avoir quitté l'Iran, elle a migré en Turquie puis au Canada, où elle réside actuellement.

## Carrière musicale
Bahar Atish travaille dans divers genres musicaux, notamment le Rap, le Old School Hip Hop et le R&B. Elle a été l'une des premières femmes à participer à des concerts underground en Iran, commençant cette activité en 2007. Sa chanson Emshab Shab-e Maast (Ce soir est notre nuit) fut l'une des premières chansons officiellement publiées par Bahar le 19 octobre 2009,. 
Les thèmes de ses chansons portent principalement sur les droits des femmes, la liberté en Iran, ainsi que sur des questions politiques et sociales. Bahar Atish aborde la nécessité de l'Égalité des sexes dans des chansons telles que Kham (Cru) et Najib (Noble). Parmi ses autres chansons notables figurent Az Jens-e Paeez (De l'automne), Tolu (Lever du soleil) et Shakaf (Fissure). Dans la chanson Shakaf, qui traite de la division sociale en Iran, Bahar utilise le style Trap. 
Bahar a également publié deux EPs, et des chansons comme Zahre Aqrab (Poison du Scorpion) et Khoda Banu (Dame de Dieu) ont été des succès issus de ces albums. Elle a aussi sorti la chanson de protestation ethnique No to Execution (Non à l'exécution). 
Bahar a collaboré avec d'autres artistes comme Justina sur des chansons telles que Faryad Azadi (Cri pour la liberté) et Radikal (Radical),,. 
Elle a également collaboré sur les chansons Chetor Mishe (Comment ça se fait) et Enqelabe Solh (Révolution de la paix) avec des artistes tels que Reza Pishro, Amir Tataloo, Ardalan Tohmeh et Pootak,,.

## Discographie

### Singles
- Az Jens-e Paeez (De l'automne)
- Faghat To Miayi (Seul toi viens)
- Enqelabe Solh (Révolution de la paix, avec Tataloo, Reza Pishro et Pootak)
- Tolu (Lever du soleil)
- Taksir (Multiplication)
- Faryad Azadi (Cri pour la liberté, avec Justina, Suki, MCM et autres)
- Shakaf (Fissure)
- Faryad Ma (Notre cri, avec Reza Pishro et Tataloo)
- Ghadrat Dast-e Maast (Le pouvoir est entre nos mains, avec Reza Pishro)
- Chetor Mishe? (Comment ça se fait ?, avec Tataloo, Reza Pishro et Tohmeh)
- Emshab Shab-e Maast (Ce soir est notre nuit, avec Big Boy)
- Oboor Ahesteh (pop)
- Jaye To Khali (pop)
- Nasazgari (pop)
- Lanat (pop)
- Atish Bazi (Jeu de feu, avec 0912)
- Paye Harf-am Hastam (Je reste sur ma parole, avec Reza Pishro)
- Lilith

## Carrière cinématographique
Bahar, qui avait étudié dans le domaine du théâtre et avait pris une pause de la scène musicale souterraine pour terminer son diplôme, a poursuivi sa carrière dans le cinéma en jouant dans des pièces de théâtre et des courts-métrages. Elle a également joué un rôle en tant qu'assistante réalisatrice et présentatrice dans le programme Horeh. Ce programme était dédié à des interviews non censurées avec des musiciens iraniens. Durant cette période, Dekhordi a joué dans plusieurs productions théâtrales. Elle a joué dans la pièce Agha Zobih écrite par Mehdi Maleki. Dans cette pièce, le jury du premier festival de lecture de pièces a attribué une reconnaissance spéciale aux acteurs de la pièce. D'autres pièces dans lesquelles elle a joué incluent The Only Way Possible,, et Objects Are Closer Than They Appear in the Mirror,. Elle a également collaboré à la pièce Avaye Ab dirigée par Atieh Javidi,,,,.
La pièce Ramali, écrite par Behzad Zandieh et mise en scène par Bahar Dekhordi, était l'une des pièces sélectionnées pour participer au quatrième festival de théâtre de la ville en 2015,. Après une période de travail dans le cinéma, elle a repris ses activités musicales à la fin des années 2010.